# Egyptische faience

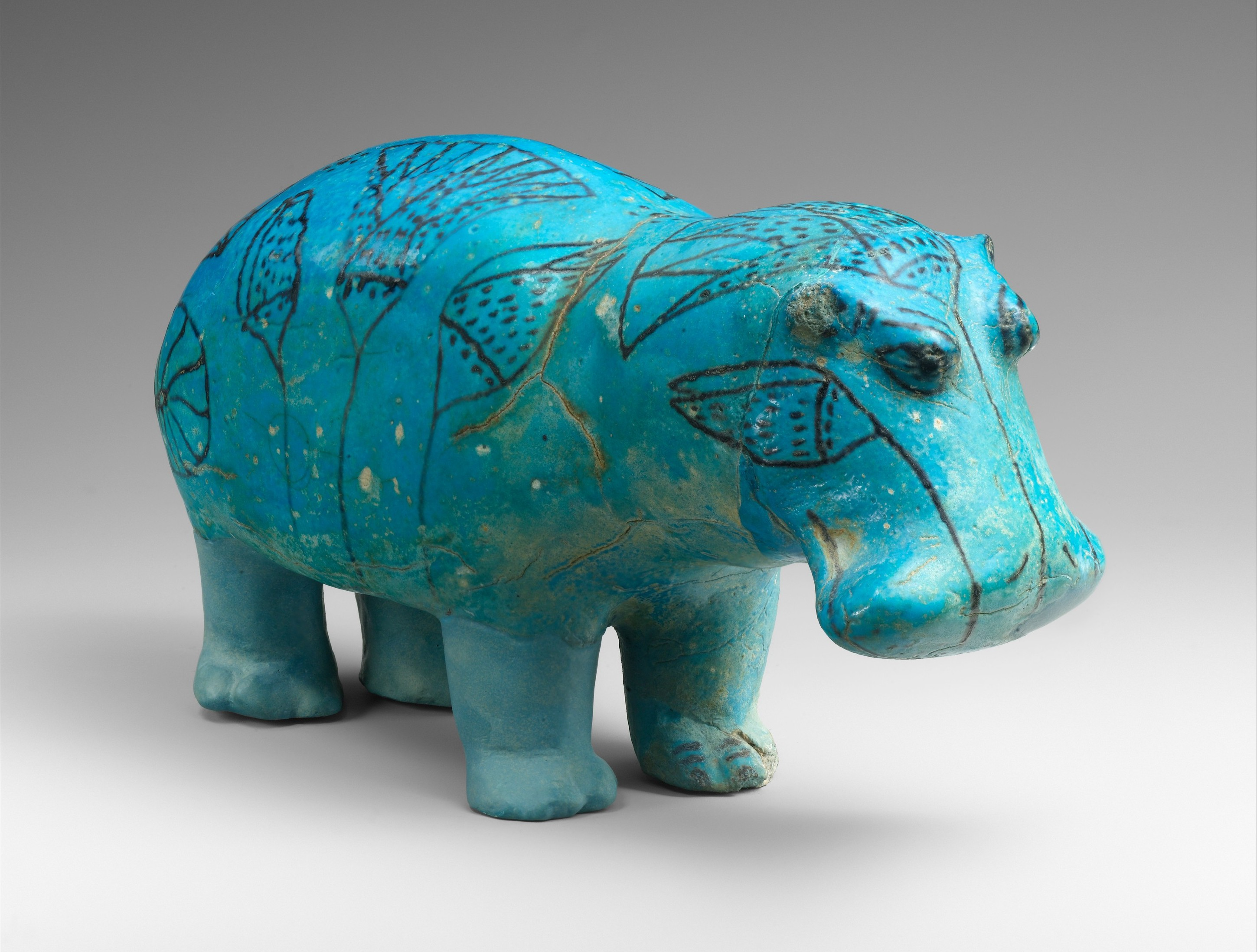
Nijlpaard uit Meir

Egyptische faience is een keramisch materiaal dat bestaat uit ongeveer 95% kwartszand – gemalen zand of zandsteen – vermengd met klei, metaaloxiden, kalk en basische mineralen. Het werd gevormd, gebakken en meestal bedekt met een groenblauw glazuur en gebruikt voor praktische en decoratieve doelen. De techniek was niet beperkt tot Egypte. In veel regio's van Europa en het Oude Nabije Oosten werden ook objecten van dit materiaal gemaakt. Deze Egyptische faience moet strikt worden onderscheiden van het ook faience genoemde veel latere aardewerk met ondoorzichtig tinoxide-glazuur, vernoemd naar de Italiaanse stad Faenza. Faience-objecten genoten te allen tijde een grote populariteit gedurende de Egyptische geschiedenis. Van Egyptische faience werden onder andere tegels, vazen, godenbeeldjes en zelfs speelgoed gemaakt.

## Benamingen
De oude Egyptenaren noemden hun faience tjehenet (ṯḥnt) of ook wel chesbedj (ḫsbḏ), welke laatste naam ook werd gebruikt voor lapis lazuli. Taalkundig zijn beide woorden nauw verwant aan glanzen, wat de rol van faience als kunstmatige siersteen benadrukt. Dat betekent echter niet dat faience als minderwaardige lapis of turkoois werd beschouwd, hoewel voor het mineraal soms de uitdrukking echte lapis werd gebruikt.
De oude Grieken noemden de Egyptische faience kyanos (κυανος), wat letterlijk blauwachtig betekent en ook naar lapis lazuli kon verwijzen. De Romeinen beschreven Egyptische faience met caeroleum, wat ook blauwachtig betekent. Ze geloofden dat de Egyptische faience in Alexandrië was uitgevonden. Uit de 19e dynastie van Egypte is de officiële titel Imi-ra iru-chesbedj (Opzichter van de faiencemakers) bekend.
De benaming faience ontstond in de 19e eeuw. Na de expeditie van Napoleon naar Egypte ontstond er met name in Frankrijk een ware egyptomanie. Het herontdekte Egyptische faience deed denken aan het toen opkomende faience-aardewerk. Technisch zijn deze echter zeer verschillend en kwartskeramiek zou een betere naam zijn. Ter onderscheid wordt het wel Egyptische faience genoemd, maar niet alle Egyptische faience kwam ook uit Egypte. Het materiaal was in de oudheid wijdverbreid en kwam voor in Mesopotamië, het Middellandse Zeegebied en in Noord-Europa tot aan Schotland. Het meeste hiervan werd lokaal gemaakt.

## Samenstelling
De basismassa van gewone Egyptische faience bestaat voor ongeveer 95% uit kwartszand, dat wordt gemengd met klei, metaaloxiden en kalk, waarmee alle voor glasvorming benodigde componenten aanwezig zijn, met uitzondering van alkaliën zoals calcium, silicaten en natrium- of kaliumcarbonaat. Afhankelijk van het gehalte aan ijzeroxiden kunnen de kernen bruingrijze, zeer donkere, geelachtige, roodachtige, matblauwe en groenachtige tinten hebben. Hoe grover het gemalen zand, hoe minder stevig de kernen waren. Fijngemalen, transparante rivierkiezels gaven harde, witte kernen, die speciaal voor de kleinere faiencen werden gebruikt.
Vanaf de 22e dynastie werd er door de bijmenging  van alkalimineralen ook glasachtige faience geproduceerd, die naargelang de mengverhouding van de grondstoffen en de verwerkingsmethode tussen faience en glas kan worden geclassificeerd. Tegelijkertijd verschenen er loodhoudende glazuren, waarmee niet alleen faience-objecten, maar ook aardewerk kon worden geglazuurd.

## Vervaardiging

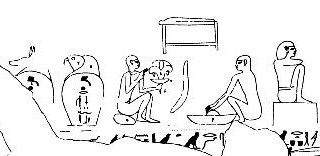
Afbeelding uit het graf van Ibi (TT36) in Thebe: de arbeider rechts kneedt de basissubstantie tot een verwerkbare massa, de arbeider links vormt een object

### Bereiding van de basismassa
Net als bij de vervaardiging van aardewerk werd de basissubstantie met water tot een vormbare massa gekneed. Na de vormgeving liet men het object drogen, waarna het enkele uren in de oven bij ongeveer 800 °C werd gebakken. Daarbij ontstonden deels verglaasde sinterlichamen.
Het glazuur werd gemaakt van een mengsel van fijn vermalen zand, kalk, natriumcarbonaat en koperoxide, dat vervolgens gebakken werd. Hierna werd het opnieuw gemalen en gemengd met water. Het object werd erin ondergedompeld of overgoten. Uiteindelijk werd het opnieuw gebakken op ongeveer 650°-700 °C om een stevig glazuur te verkrijgen.

### Vormgeving
De massa kon als aardewerkklei gevormd worden en na drogen of bakken opnieuw worden bewerkt. Vaatwerk werd vrij met de hand, op het pottenbakkerswiel of in mallen gevormd. Tegels en bouwkeramiek werden met de hand gevormd. Boorgaten en oogjes voor figuratief werk, inlegwerk, hangers en dergelijke werden gemaakt door draden of stroachtig materiaal door de massa te steken en na het branden te verwijderen. Faience kon ook in mallen gebakken worden als vooraf een scheidende tussenlaag werd aangebracht. Objecten tot zo'n 20–30 cm konden uit een stuk gemaakt worden. De grootste bewaard gebleven faiencestukken, namelijk de ca. 2 m hoge was-scepter van  Amenhotep II en de ongeveer 60 cm grote leeuw uit Qantir, werden uit verschillende met de hand gevormde delen gemaakt, die vervolgens op houten pennen gezet en geglazuurd werden.
Afbeeldingen van de faienceproductie zijn zeldzaam. Archeologisch bewijs van faiencewerkplaatsen is echter op veel sites bewaard gebleven, meestal in de buurt van koninklijke residenties en tempels, bijvoorbeeld in Malqata, Amarna, Gurob, Qantir, Leontopolis, Naukratis, Memphis en Abydos. Meestal betrof het vondsten van grondstoffen, instrumenten, kleivormen en afval. Vuurplaatsen en ovenresten werden minder vaak aangetroffen.

### Versiering
De glazuren waren overwegend blauwgroen, volgens de kleurensymboliek de kwaadafwerende kleur van amuletten. Tijdens het Middenrijk en aan het begin van het Nieuwe Rijk waren ze soms helderblauw. Later werd nog een veelvoud aan andere kleuren gebruikt. In de late periode waren de glazuren meestal dofgroen en in de Ptolemeïsch-Romeinse periode groenachtig.
Vóór het branden konden decoraties en belettering op de droge glazuurlaag worden aangebracht. Hiervoor gebruikte men mangaan en koolstofhoudende kleuren die met penselen werden aangebracht. Dit bereikte zijn hoogtepunt in afbeeldingen van rivierlandschappen met planten, vissen, vogels, jonge vrouwen en andere motieven, die vanaf het Middenrijk op nijlpaardbeeldjes en vazen werden aangebracht, en tijdens het Nieuwe Rijk in het bijzonder op drinkschalen.
Men kon ook verschillend gekleurde glazuurlagen over elkaar aanbrengen. Eerst stookte men de donkere kleuren die bestand waren tegen herhaald branden, daarna de felle kleuren die bij het bakken snel konden vervagen. Er konden ook patronen in het basisglazuur worden gekrast, die dan met verschillend gekleurde glazuurpasta's gevuld werden. Ook waren er faience-inlages zoals rozetten, hiërogliefen en imitaties van halfedelstenen.

## Gebruik
Van Egyptische faience werd een grote verscheidenheid aan decoratieve en praktische voorwerpen gemaakt: tegels, kommen, vazen, bekers, goden- en andere beeldjes, maar ook scarabeeën, oorbellen, armbanden, oesjabti's en zelfs speelgoed. Veel objecten waren bedoeld als grafgiften, maar sommige sieraden lijken al tijdens het leven door de eigenaar te zijn gedragen. Objecten van faience werden ook als ruilgoederen geëxporteerd, handelspartners waren onder meer Syrië, Byblos en de Levant.

## Kunsthistorie
Egyptische faience is gedocumenteerd vanaf het einde van de predynastische periode, met archeologische vondsten uit de graven van Naqada en Tarchan. De meeste vondsten zijn kralen en amuletten in de vorm van koninklijke serechs met horusvalken, maar ook rolzegels zijn bekend.
De faienceproductie lijkt zijn eerste bloeitijd te hebben beleefd tijdens het vroeg-dynastieke tijdperk. Uit het graf van farao Hor-Aha in Abydos komt bijvoorbeeld een fragment van een vaas met de naam van de farao. Van het Nijl-eiland Elephantine komen ovale faienceplaatjes met gestileerde koppen van stekelvarkens.
Tijdens het Oude Rijk werden beeldjes en vazen geproduceerd, maar de beroemdste faience-objecten zijn ongetwijfeld de beroemde Blauwe Kamers in het graflabyrint onder de trappiramide van Djoser (3e dynastie) in Saqqara. Ook beroemd zijn de met goud versierde faience-tegels uit de Piramide van Neferefre.
Uit het Middenrijk zijn diverse kunstzinnig versierde ornamenten en speelstukken bekend. Het Blauwe Nijlpaard uit Meir (12e dynastie) is beroemd.
Tijdens het Nieuwe Rijk werden oesjabti’s en scarabeeën van faience als grafgiften gegeven. Bekend zijn de oesjabti's van Ramses II (19e dynastie) en van Taharqa (25e dynastie).
Uit de Grieks-Romeinse periode dateren kleine tot middelgrote, peddelvormige figuren van faience met echt mensenhaar, waarvan het onduidelijk is of het kinderspeelgoed of rituele votieffiguren zijn. Vanwege de duidelijk seksuele symbolen in de versiering wordt meestal van het laatste uitgegaan.

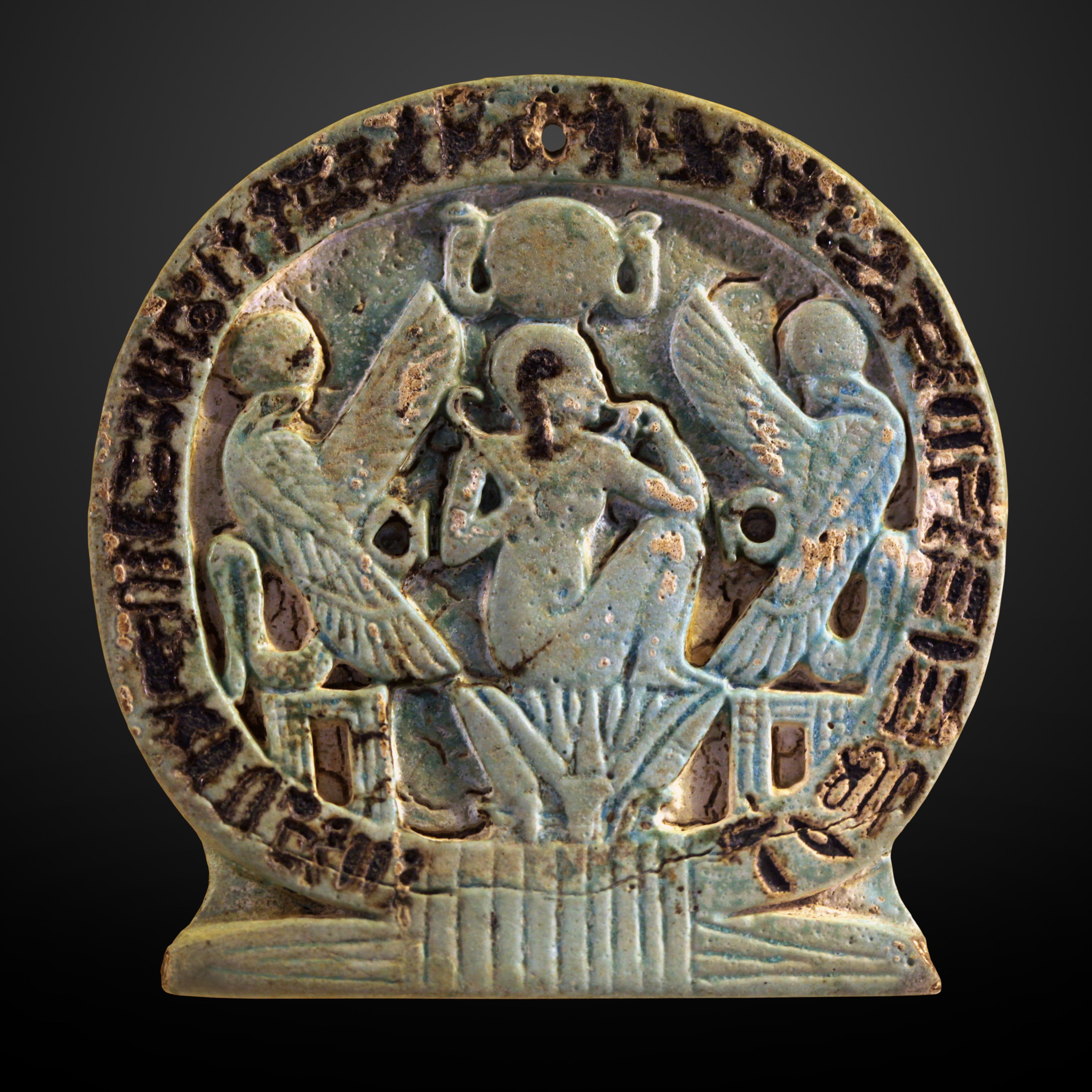
Amulet (ca. 800 v.Chr.)
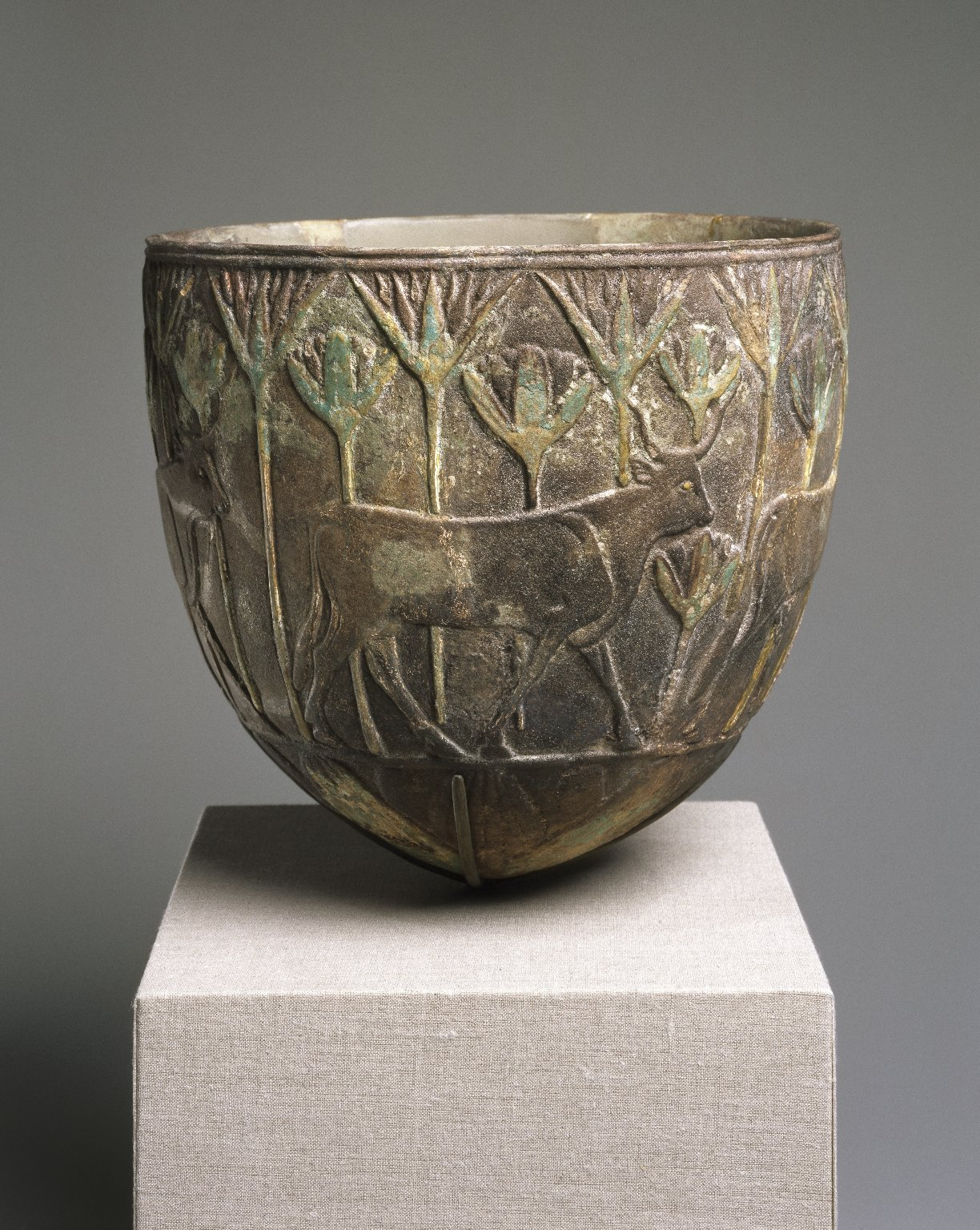
Kom met afbeeldingen van vier stieren (ca. 775-653 v.Chr.)
Ring met de aegis van Nephthys (Derde Tussenperiode, 22e dynastie)
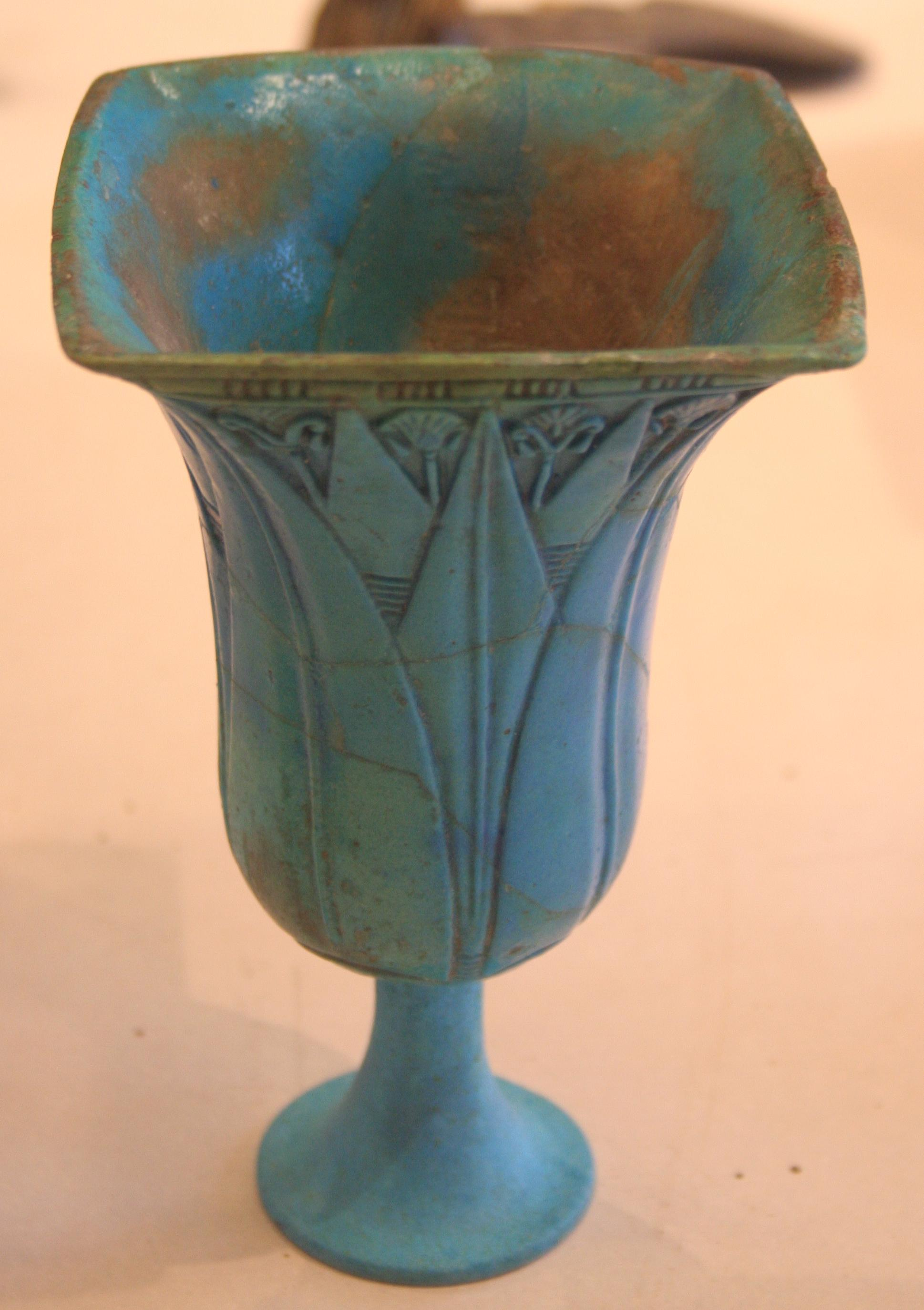
Kelk in lotusvorm (22e dynastie, 945 - 715 v.Chr)
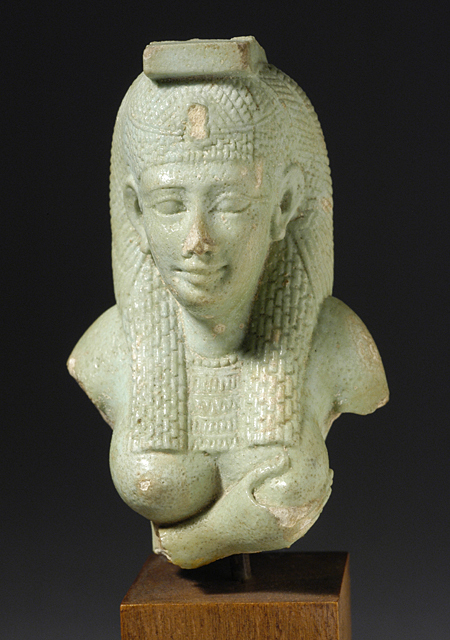
Isis die Horus voedt  (Grieks-Romeinse periode)